# Maroc, dossier numéro sept
Pour plus de détails, voir Fiche technique et Distribution.
Maroc, dossier numéro sept (anglais : Maroc Seven) est un film de casse britannique réalisé par Gerry O'Hara et sorti en 1967.

## Synopsis
Louise Henderson est la rédactrice en chef d'un magazine de mode respecté, mais elle mène une carrière secrète en tant que cerveau d'un réseau de voleurs. Avec leur activité professionnelle comme couverture, Henderson utilise l'un de ses mannequins, Claudia, et un photographe, Raymond Lowe, pour voler des objets précieux et des bijoux. Les forces de l'ordre ayant des soupçons à son égard, Simon Grant, un homme sous couverture, se voit confier l'affaire. Il se fait passer pour un perceur de coffres-forts afin d'infiltrer le gang de Henderson. Il se rend au Maroc, où Henderson a l'intention d'échanger un faux médaillon arabe contre un vrai médaillon d'une valeur inestimable.
Grant bénéficie de la coopération du chef de la police Barrada au Maroc. Les choses tournent mal lorsque Grant doit tuer Lowe, qui l'a suivi. Le vol se déroule comme prévu, jusqu'à ce que Claudia meure en essayant de prendre le médaillon à Grant. À la surprise des policiers et des voleurs, le précieux médaillon est volé par la personne qu'aucun d'entre eux ne soupçonnait.

## Fiche technique
- Titre français : Maroc, dossier numéro sept[1]
- Titre original : Maroc Seven[2]
- Réalisation : Gerry O'Hara
- Scénario : David D. Osborn
- Photographie : Kenneth Talbot
- Montage : John Jympson
- Musique : Kenneth V. Jones (en)
- Production : John Gale, Leslie Phillips, Martin C. Schute
- Société de production : Cyclone Films
- Pays de production :  Royaume-Uni
- Langue originale : anglais britannique
- Format : couleurs
- Genre : film de casse
- Durée : 91 minutes
- Dates de sortie :
  - Royaume-Uni : 22 mars 1967
  - France : 20 octobre 1967
- Affiche : Raymond Elseviers (titre : Maroc 7, Belgique)

## Distribution
- Gene Barry : Simon Grant
- Elsa Martinelli : Claudia
- Leslie Phillips : Raymond Lowe
- Cyd Charisse : Louise Henderson
- Denholm Elliott : Inspecteur Barrada
- Alexandra Stewart : Michelle Craig
- Angela Douglas : Freddie
- Eric Barker : Professeur Bannen
- Tracy Reed : Vivienne
- Maggie London : Suzie
- Ann Norman : Alexa
- Penny Riley : Penny
- Lionel Blair : réceptionniste de l'hôtel
- Ricardo Montez : Pablo